# Mercedes-Benz O 405

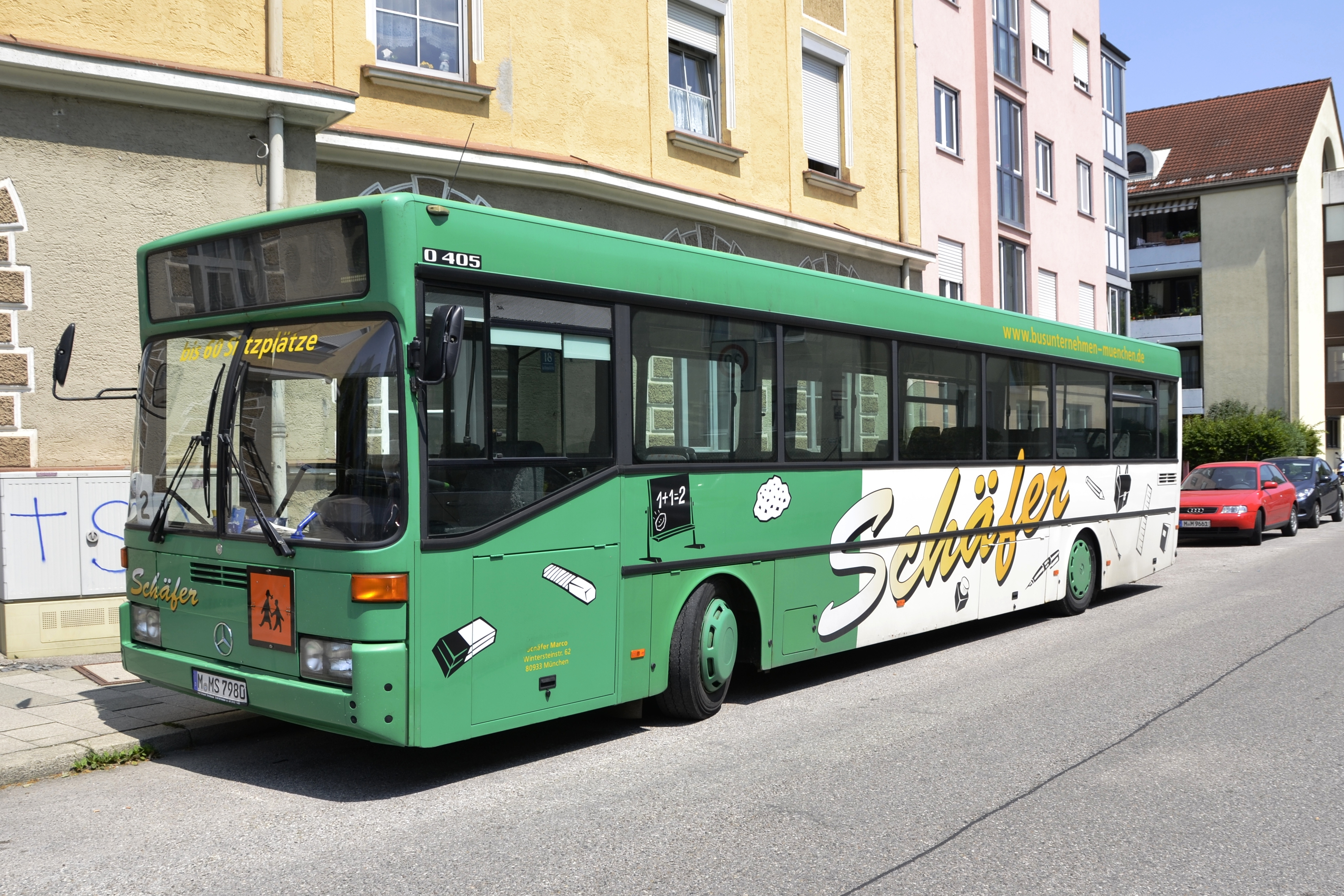
Fensterseite

Der Mercedes-Benz O 405 ist ein Stadtlinienbus von Daimler-Benz in Hochflurbauweise, der von 1984 bis 2001 serienmäßig gebaut wurde.

## Einteilige Variante O 405
Dieses Fahrzeug gehört zur zweiten Generation der VÖV-Standardlinienbusse und ist der direkte Nachfolger des O 305.
Parallel bot MAN ebenfalls standardisierte VÖV-Busse der 2. Generation an. Von Magirus-Deutz und Büssing gab es (im Gegensatz zur vorhergehenden Generation der VÖV-I-Busse) kein zum Mercedes-Benz O 405 konkurrierendes VÖV-II-Modell mehr, dafür kam der VÖV-II-Bus von Auwärter Neoplan hinzu. Der 405 erwies sich als sehr erfolgreich und wurde nicht nur von vielen deutschen Verkehrsunternehmen gekauft, sondern fand auch zahlreiche Abnehmer im Ausland, wo der Bus zum großen Teil mit Aufbauten lokaler Hersteller zum Einsatz kam. Dank ihrer robusten Konstruktion und ihrer Zuverlässigkeit erfreuten sich die Fahrzeuge auch auf dem Gebrauchtmarkt großer Beliebtheit.
Der direkte Nachfolger war der ab 1990 hergestellte Niederflurbus O 405 N, die Produktion des hochflurigen O 405 lief jedoch parallel weiter und endete erst im Herbst 2001. Ab 1997 war der Citaro auch der Nachfolger der O 405 Stadtbusserie.
Inzwischen wurden die O 405er bei den meisten Verkehrsbetrieben ausgemustert. Lediglich vereinzelt kommen sie noch im regulären Linienbetrieb zum Einsatz, so zum Beispiel bei der Personenverkehrsgesellschaft Weimarer Land.

## Weitere Varianten

### Gelenkbus O 405 G
Parallel zum MB O 405 entstand auch eine Gelenkbus-Variante, die als Mercedes-Benz O 405 G bezeichnet wurde.

### Erdgasbetriebener Bus O 405 CNG
Einige O 405 wurden mit Erdgasantrieb hergestellt. Diese Ausführung wurde mit dem Zusatz CNG gekennzeichnet (O 405 CNG). Die Fahrgestelle der Grundtypen O 405 und O 405 G wurden auch als Rechtslenker für den Export nach Großbritannien, Südafrika und Australien produziert.

### Oberleitungsbus O 405 T
Wie bereits beim Vorgängermodell O 305 sondierte Mercedes-Benz auch beim O 405 den Markt für Oberleitungsbusse. Produziert wurde jedoch nur ein einziger O-Bus auf Basis des O 405. Dieser 1986 gebaute Prototyp besitzt eine elektrische Ausrüstung von AEG und wird als O 405 T bezeichnet (T steht für Trolleybus).
Das Einzelstück wurde überwiegend als Oberleitungsbus in Esslingen am Neckar getestet und ging 1991 auch in den Besitz des Städtischen Verkehrsbetriebs Esslingen am Neckar (SVE) über. Beim SVE wurde er unter der Wagennummer 205 in den Bestand eingereiht. Vom 16. Februar 1989 bis zum 11. April 1989 war er außerdem mit der Betriebsnummer 128 bei „Oberleitungsbus Salzburg“ im Einsatz. Im Oktober 2003 wurde der Wagen an den Oberleitungsbusbetrieb Sarajevo abgegeben, wo er für kurze Zeit unter der Nummer 4410 im Einsatz stand. Im Mai 2011 war er dort noch im nicht-betriebsbereiten Zustand abgestellt.

### Doppeldecker O 405 DD
Die Fahrzeugwerkstätten Falkenried (FFG) stellten schon im Jahr 1982 als Alternative zum SD 80 von MAN/Waggon-Union einen Stadtlinien-Doppeldeckerbus auf Basis der späteren O-405-Reihe vor. Von diesem Typ wurden zwei Prototypen gefertigt. Bis 1995 war ein Fahrzeug bei der Mercedes-Benz-Niederlassung in Berlin stationiert und diente dort als Vorführbus, bis dieser als Sightseeing-Fahrzeug nach Hamburg gelangte. Im November 2008 wurde das eine Fahrzeug verschrottet, über den Verbleib des zweiten Fahrzeuges, das als nicht zugelassener Versuchsträger diente, ist nichts bekannt.

## Verwandte Baureihen
Neben der Normalausführung als Stadtlinienbus stellte Daimler-Benz folgende Varianten her:
- Mercedes-Benz O 402: Midibus, Fahrgestell von NAW mit Aufbau von Göppel; nur 60 Stück wurden von 1985 bis 1989 produziert
- Mercedes-Benz O 407: Überlandausführung
- Mercedes-Benz O 408: Ausflugsvariante

## Galerie

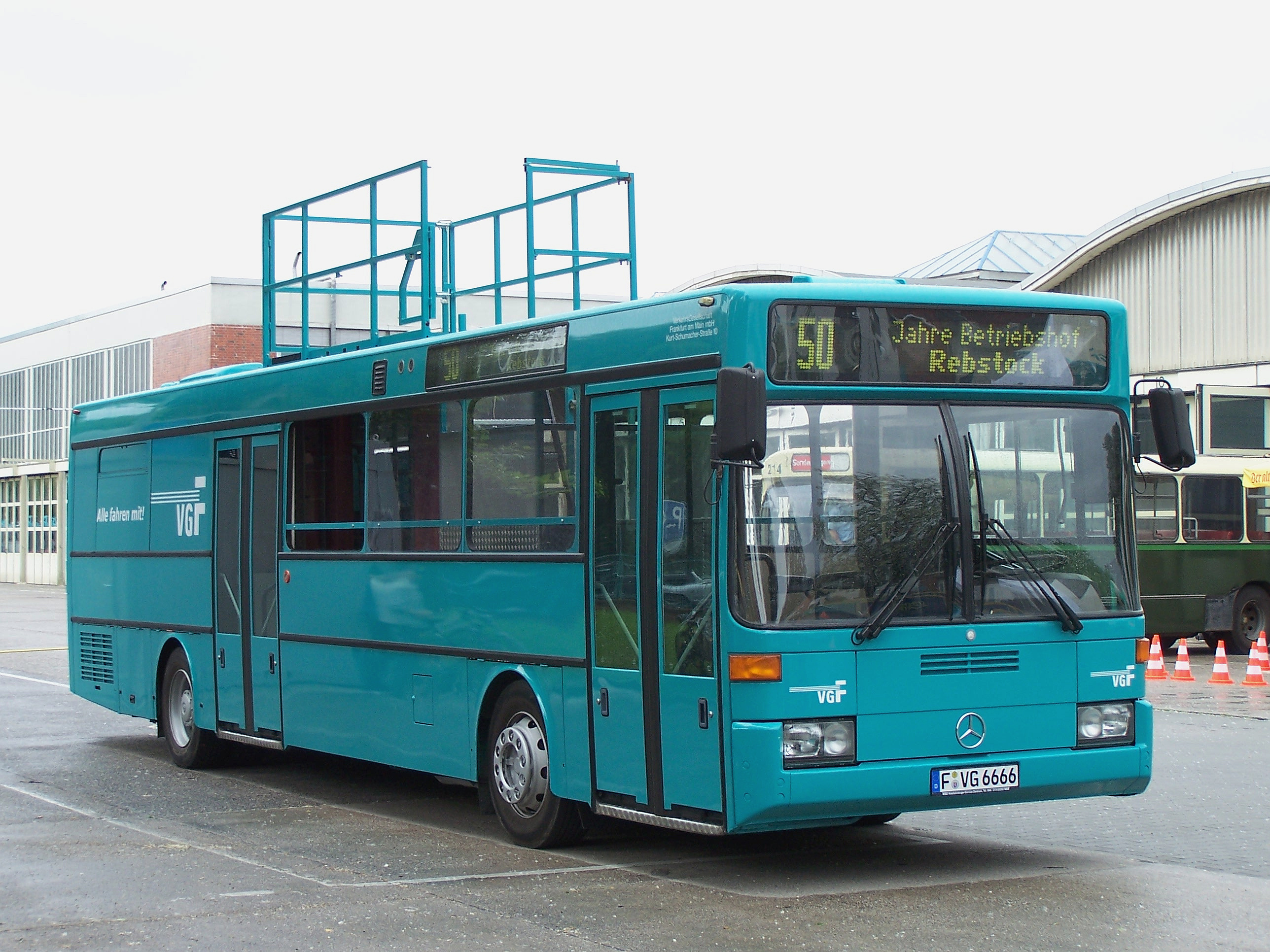
Mercedes-Benz O 405 der VGF, umgebaut als Eventbus mit Aussichtsplattform
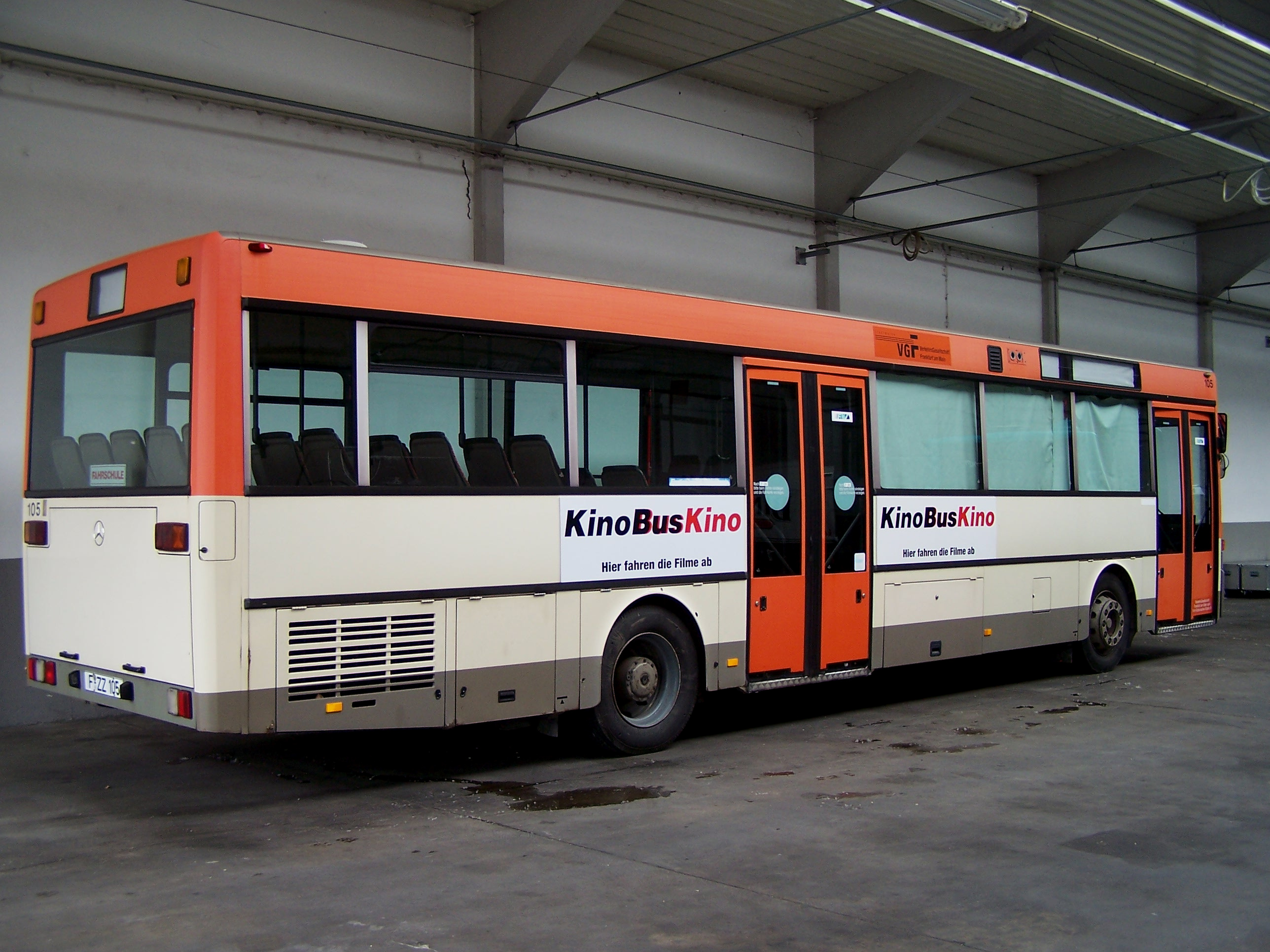
Mercedes-Benz O 405 Nr. 105 der VGF, verwendet als Kino bei einer Veranstaltung
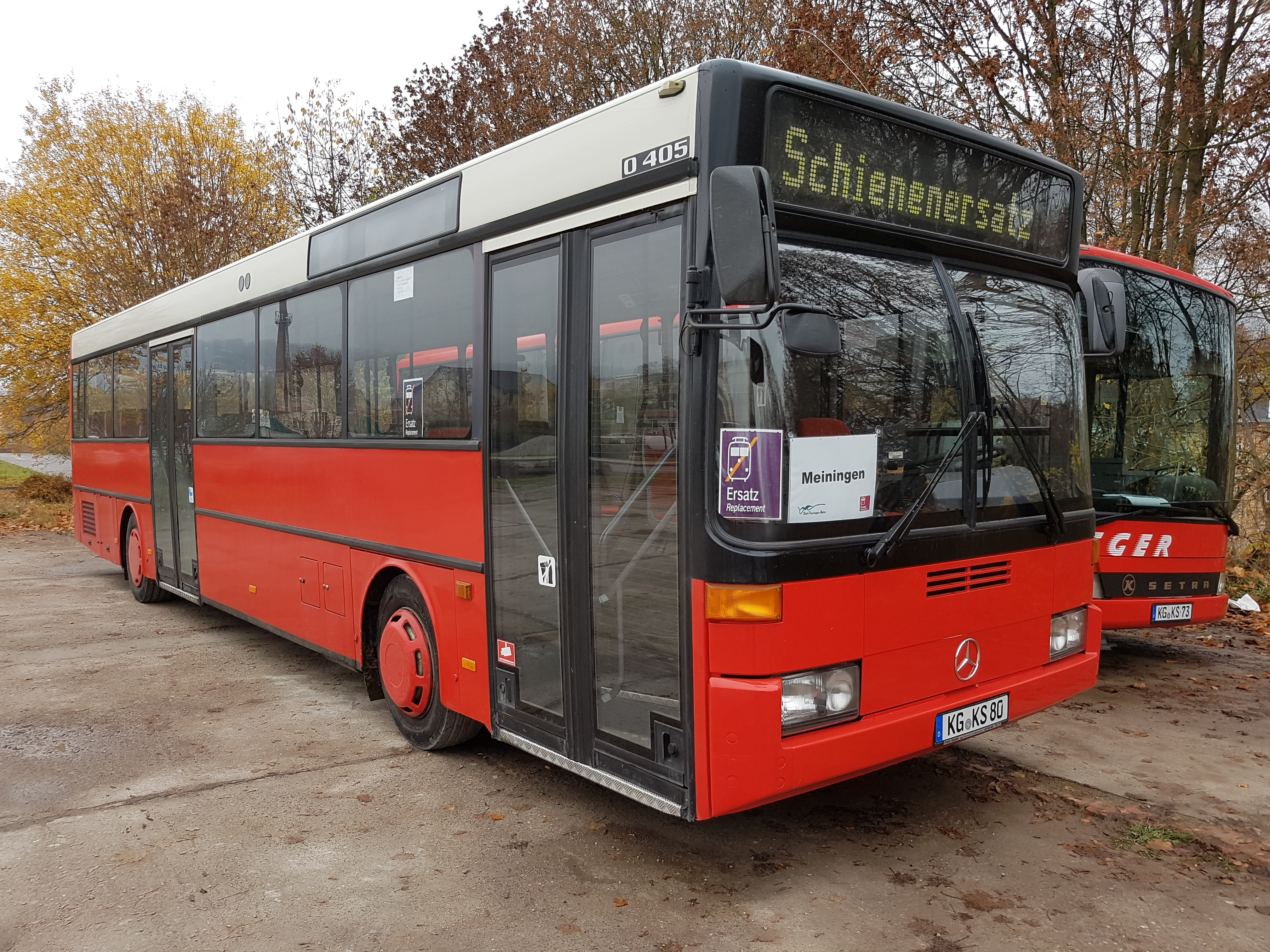
Mercedes-Benz O 405 der Seger AG aus Münnerstadt, hier in Meiningen